# Phaenoporella transenna
Phaenoporella transenna är en mossdjursart som först beskrevs av Schoenmann 1927.  Phaenoporella transenna ingår i släktet Phaenoporella, och familjen Ptilodictyidae. Inga underarter finns listade.